# Витез Седам краљевстава
Витез Седам краљевстава (енгл. A Knight of the Seven Kingdoms), такође познат као Приче о Данку и Јајету (енгл. Tales of Dunk and Egg), колекција је фантастичних новела Џорџа Р. Р. Мартина, смештених у свет његових романа из серијала Песма леда и ватре. Оне прате авантуре „Данка” (будућег лорда заповедника Краљеве гарде, сер Данкана Високог) и „Јајета” (будућег краља Егона V Таргарјена), неких 90 година пре догађаја у романима.
Објављене су три новеле – Витез луталица (1998), Заклети мач (2003) и Тајанствени витез (2010) – а Мартин је изјавио да намерава да настави серијал. Књигу је у Србији објавила издавачка кућа Лагуна 20. септембра 2014. године, у преводу Николе Пајванчића.

## Радња

### Витез луталица
Након смрти витеза луталице, сер Арлана од Грошдрва, његов штитоноша Данк присваја сер Арланов оклоп као свој, као и његову опрему, три коња и преостали новац, у нади да ће освојити нешто злата на турниру у Пепелгазу, где ће се такмичити под именом „сер Данкан Високи”. На путу, он стиче сопственог штитоношу, дечака под надимком „Јаје”. У Пепелгазу, Данк продаје једног од својих коња за оклоп код ковача Пејта, и спријатељи се са Рејмуном Фосовејем, штитоношом и рођаком сер Стефона Фосовеја. Пошто не може да пружи доказ о свом витешком звању, скоро да му је забрањено учешће на турниру све док принц Белор Таргарјен не гарантује за њега. Пошто му је забрањено да користи грб сер Арлана, Данк поручује атрактивној младој луткари по имену Тансела да му ослика нови. Данк гледа борбе првог дана, са Јајетом на раменима. После неколико спектакуларних окршаја, Белоров нећак, принц Ерион Таргарјен, срамоти се убијањем коња сер Хамфрија Хардинга.
Када се Данк повуче у шатор Фосовејевих да попије са Рејмуном, Јаје му говори да је Танселу почео да туче принц Ерион, увређен због луткарске представе где је витез победио змаја. Данк јури да одбрани Танселу и напада Ериона; када Краљева гарда приведе Данка, Јаје се открива као принц Егон Таргарјен, Ерионов млађи брат. Након што се поново састао са принцем Белором, Данк бира суђење борбом уместо сакаћења за свој напад на Ериона, који захтева „суђење Седморо” (у којем се две групе од по седам витезова боре на коњима). Стефон и Рејмун, а касније и Егон, обећавају Данку да ће му наћи саборце, док Ерионов старији брат, принц Дерон „Пијани”, упозорава Данка да ће његов отац Мекар позвати три витеза Краљеве гарде на страну свог сина у двобоју.
Данк поново среће Пејта, који му поклања нови штит; преправљени стари који је он ојачао новим челиком и који је Тансела осликала на начин који је Данк раније одабрао − брест са звездом падалицом изнад. Ујутро пред суђење, Рејмун доводи сер Хамфрија Хардинга и сер Хамфрија Бизберија на Данканову страну; а Егон доводи сер Робина Рислинга и сер Лионела Баратеона (познатог као „Насмејана Олуја”). Стефон стаје на Ерионову страну, а Рејмун тражи да буде проглашен витезом како би попунио Стефоново место. Лионел га проглашава витезом, али Данку још увек недостаје један витез. Коначно, принц Белор најављује да ће се и сам борити за Данка. У насталом окршају, Ерион је избацио Данка са коња, али овај успева да га савлада, па Ерион одбацује своје оптужбе. Борба је коштала живота оба Хамфрија, а касније се открива да је и сам Белор претрпео ударац у главу, задобијен Мекаровим буздованом; умро је након што је скинуо кацигу, на јадиковање многих присутних. Принц Мекар, Егонов отац, касније нуди Данку позицију у његовом домаћинству да обучи Егона; али Данк инсистира да му дозволи да путује, и узима Егона за штитоношу, под његовим некадашњим псеудонимом „Јаје”, у нади да ће Егон научити понизност која недостаје његовој старијој браћи. Након тога, Данк и Јаје крећу у Дорну.

### Заклети мач
Прича почиње у Хвату, где се Данк заклео на оданост сер Јустасу Озгреју од Постојана, и расветљава неколико аспеката феудалног система Вестероса. Низ флешбекова које је испричао сер Јустас односи се на догађаје из побуне Црне Ватре и њеног завршетак у бици на Рујнотравном пољу.
У тврђави Постојан, Данк и други заклети мач сер Јустаса, сер Бенис од Мрког штита, откривају да су сељани у служби леди Рохане Вебер из Студеног шанца подигли брану преко локалног потока. Бенис реагује импулсивно, распоривши образ једног сељанина. Након што чује за ово, сер Јустас схвата да ће леди Вебер бити бесна због Бенисових поступака против њених поданика, и наређује Данку и Бенису да обуче све способне мушкарце из три села са његове земље. Покушавајући да нађе мирно решење, Јустас шаље Данка у Студени шанац, где Данк сазнаје да ће сви поседи леди Рохане отићи њеном мушком рођаку, ако она не узме петог мужа до друге годишњице смрти свог оца. Њен каштелан, охоли сер Лукас Инчфилд, њен је најупорнији удварач, али га је она већ одбијала. Данк не успева да промени ледино мишљење ни о изградњи бране, ни о тражењу правде за њеног поданика, а Рохана га обавештава да је сер Јустас некада био издајник, који је подржавао самозванца Демона Блекфајера, и због тога му је одузета већина поседа. Када Данк покуша да привуче Рохану путем њених лепих сећања на Јустасовог најмлађег сина, Адама, она га љутито ошамари и захтева да оде; док Данк одлази, сазнаје да је она једном била заљубљена у Адама, који је умро на Рујнотравном пољу.
Шокиран вестима о некадашњој издаји сер Јустаса, Данк се враћа у Постојан да би напустио службу старог витеза. Те ноћи, сер Јустасова шума гори у пожару, а Данк се присећа претње леди Рохане да ће „огњем и мачем” уништити Постојан. Због тога растерује регруте и обећава да ће се супротставити леди Рохани. На потоку који означава границу, Данк јаше у воду како би разговарао са леди Роханом, где ће бука воде спречити било кога са обе обале да их чује. Пре него што Данк уђе у поток, сер Јустас му предлаже да убије леди Рохану током њиховог сусрета. Уместо тога, Данк нуди сопствену крв леди Рохани тако што сам себи расече образ. Тиме отплаћује дуг за рањеног сељанина; а за тврдњу да је леди Рохана спалила шуму, она захтева извињење или оправдање, и обе стране пристају на суђење борбом између Данка и сер Лукаса, који ће се борити у потоку као неутралном терену. У борби, Данка замало побеђује сер Лукас, али успева да га удави, при чему се и сам топи, али га опоравља мештар леди Рохане. Када се пробуди, Данк сазнаје да су сер Јустас и леди Рохана сада венчани, како би измирили своје дугове. Пре него што Данк оде, Рохана имплицира да би радије удала за њега да није ниског порекла, и уместо тога му нуди своју најбољу кобилу да се искупи; када он одбије, леди Рохана инсистира да узме нешто по чему ће је памтити, а он страсно пољуби и узме јој увојак косе за успомену. Након тога, он и Јаје полазе на пут са намером да стигну до Зида.

### Тајанствени витез
Данк и Јаје крећу из Каменог Обредишта у Зимоврел, да би приступили у службу лорда Берона Старка против гвозденрођених нападача на северној обали. На путу наилазе на обредника обезглављеног због проповедања издаје, а касније и на групу витезова и мањих лордова који путују на турнир у част венчања лорда Батервела од Белозида и девојке из куће Фреј, где ће победник бити награђен змајевим јајетом. Међу њима је и Гормон Пик, за кога Данк верује да је убица бившег штитоноше свог ментора. Јаје открива Данку да Пиков штит са три замка на наранџастом пољу означава да је породица Пик поседовала три замка, али је два уступила Круни када је Пик стао на страну Демона Блекфајера у његовој побуни. Током путовања Данк се спријатељи са још тројицом витезова луталица: сер Мејнардом Пламом, сер Кајлом Мачором са Магловитог вресишта и сер Глендоном Болом који за себе тврди да је копиле познатог витеза Квентина „Ватрене Кугле”, који се борио за Демона Блекфајера.
На венчање у Белозиду стиже лорд Фреј са својим четворогодишњим наследником, Валдером, и својом петнаестогодишњом ћерком, која се удаје за лорда Батервела (коју је Валдер наводно ухватио током односа са једним слугом). Јаје постаје све сумњичавији када види да је већина конкурената припадала побуњеничкој страни током побуне Црне Ватре. Током венчања Џон Музикант позива Данка да однесе младу у спаваћу собу. Данк то чини и касније чује од Џона да га је једном сањао, као и да је у сну носио оклоп Краљеве гарде. Данк се у првој рунди такмичи под именом „Витез од Вешала” (због свог новог штита који је стекао након губитка старог са својим грбом); али је одмах поражен од сер Атора Андерлифа, познатог као „Витез Пуж” због свог штита. Данк касније даје Андерлифу свој оклоп и коња као заплену, а Андерлиф обавештава Данка да га је неко подмитио да га убије. Пре него што се надметање настави, замком се шири глас да је змајево јаје нестало, а кривица се сваљује на сер Глендона, кога је Пик заточио. У потрази за одсутним Јајетом, Данка напада Алин Кокшо, која тврди да је подмитио Андерлифа, али Данк га баца у бунар. Плам долази у помоћ Данку и открива се да као један од бројних шпијуна краљеве деснице Бриндена Речног „Крвавог Гаврана”, и да је Џон Музикант заправо истоимени син Демона Блекфајера. Данк проналази Јајета у обредишту са лордом Батервелом, који је након што је открио Јајетов прави идентитет престрављен за свој живот. Зет лорда Батервела, Црни Том Хедл, покушава да убије Јајета да би подстакао рат, али Данк га убија, и после тога каже Јајету да побегне са Батервелом. Да би купио време за Јајетово бекство, Данк се супротставља млађем Демону Блекфајеру и оптужује Пика да је лажно оптужио сер Глендона за крађу змајевог јајета.
Демон дозвољава сер Глендону да докаже своју невиност у суђењу борбом, где сер Глендон убедљиво побеђује. У то време велика војска под Крвавим Гавраном окружује Белозид, а Демон је заробљен. Данк и Јаје се сусрећу са Крвавим Гавраном, а Јаје захтева да он награди сер Глендона, Данка и остале витезове луталице. Пик је обезглављен због издаје. Због предаје без борбе, живот лорд Батервела је поштеђен и дозвољено му је да задржи десетину свог богатства, али је његов замак одузет да би био срушен. Данк пита за Демонову судбину, а Крвави Гавран одговара да ће бити поштеђен и задржан као талац како би спречили Блекфајере да га учине мучеником и уместо њега крунишу његовог млађег брата Хегона. Крвави Гавран, на Јајетов захтев, даје Данку злато да откупи свој оклоп. Када га Јаје упита шта се догодило са змајевим јајетом, Крвави Гавран имплицира да га је узео његов агент (за кога се сматра да је један од кепеца који су наступали на венчању).

## Планирана остварења
Мартин је изјавио да би волео да напише неколико ових прича (њихов број варира од шест до дванаест од интервјуа до интервјуа) које покривају читав живот два главна лика.
Године 2011, говорио је о раду на четвртој новели, која је првобитно требало да буде укључена у антологију Опасне жене, а годину дана након тога њу и три раније објављене приче о Данку и Јајету требало је да Bantam Spectra сакупи и објави у САД, као самостални роман. Радни наслов четврте новеле био је Вучице Зимоврела. Крајем 2013, Мартин је одложио рад на овој причи како би се фокусирао на Ветрове зиме. У априлу 2014, Мартин је објавио да је осмислио још једну причу о Данку и Јајету са радним насловом Сеоски јунак која ће бити смештена у Речне земље. Напоменуо је да није сигуран која ће од ове две бити завршено прва. Он је 2015. приметио да је поред Вучица и Сеоског јунака имао белешке и прилично конкретне идеје за низ даљих наставака, укључујући Најамника, Првака, Краљевог гардисту и Лорда заповедника, планирајући серијал на укупно девет новела.